# Sainte-Fortunade
Sainte-Fortunade – miejscowość i gmina we Francji, w regionie Nowa Akwitania, w departamencie Corrèze.
Według danych na rok 1990 gminę zamieszkiwało 1605 osób, a gęstość zaludnienia wynosiła 42 osoby/km² (wśród 747 gmin Limousin Sainte-Fortunade plasuje się na 60. miejscu pod względem liczby ludności, natomiast pod względem powierzchni na miejscu 92.).